# Акулов, Михаил Родионович
Михаил Родионович Акулов (23 ноября 1925, Барабинский район, Сибирский край — 18 декабря 2016) — советский и украинский историк, специалист в области истории Второй мировой войны и истории Крыма в период Второй мировой войны. Доктор исторических наук (1970), профессор (1970).

## Биография
Родился 23 ноября 1925 года в деревне Новокузнецово Барабинского района (на территории современного Куйбышевского района Новосибирской области). По окончании средней школы поступил учиться в Барнаульский пединститут, со второго курса которого был признан в советскую армию, где служил с января 1943 года по конец ноября 1945 года на 3-м Украинском фронте. Участвовал во многих боях.
В 1948 году окончил Новосибирский педагогический институт.
С 1971 года работал в Симферопольском государственном университете: на кафедре истории КПСС, политической истории, украиноведения, истории Украины. Был заведующим кафедрой с 1971 по 1994 годы.

## Научная деятельность
Основные работы:
- Керчь — город-герой. — М., 1980
- Организаторская и массово-политическая работа партийных организаций РСФСР в тылу 1941—1945 гг.- Л., 1980
- 16 ноября 1920: [Освобождение Красной Армией Крыма]. — М., 1989 (в соавторстве)
- Крым в период Великой Отечественной войны 1941—1945: Сб. док. и мат. — Симферополь, 1973 (в соавторстве)

## Награды
- Орден Отечественной войны I степени (1945)
- Два ордена «Красная звезда» (1945)